# Communauté de communes du Kochersberg
La communauté de communes du Kochersberg (CoCoKo) est une communauté de communes française située dans le département du Bas-Rhin et la région Grand Est. Elle compte 23 communes.

### Établissements publics de coopération intercommunale limitrophes

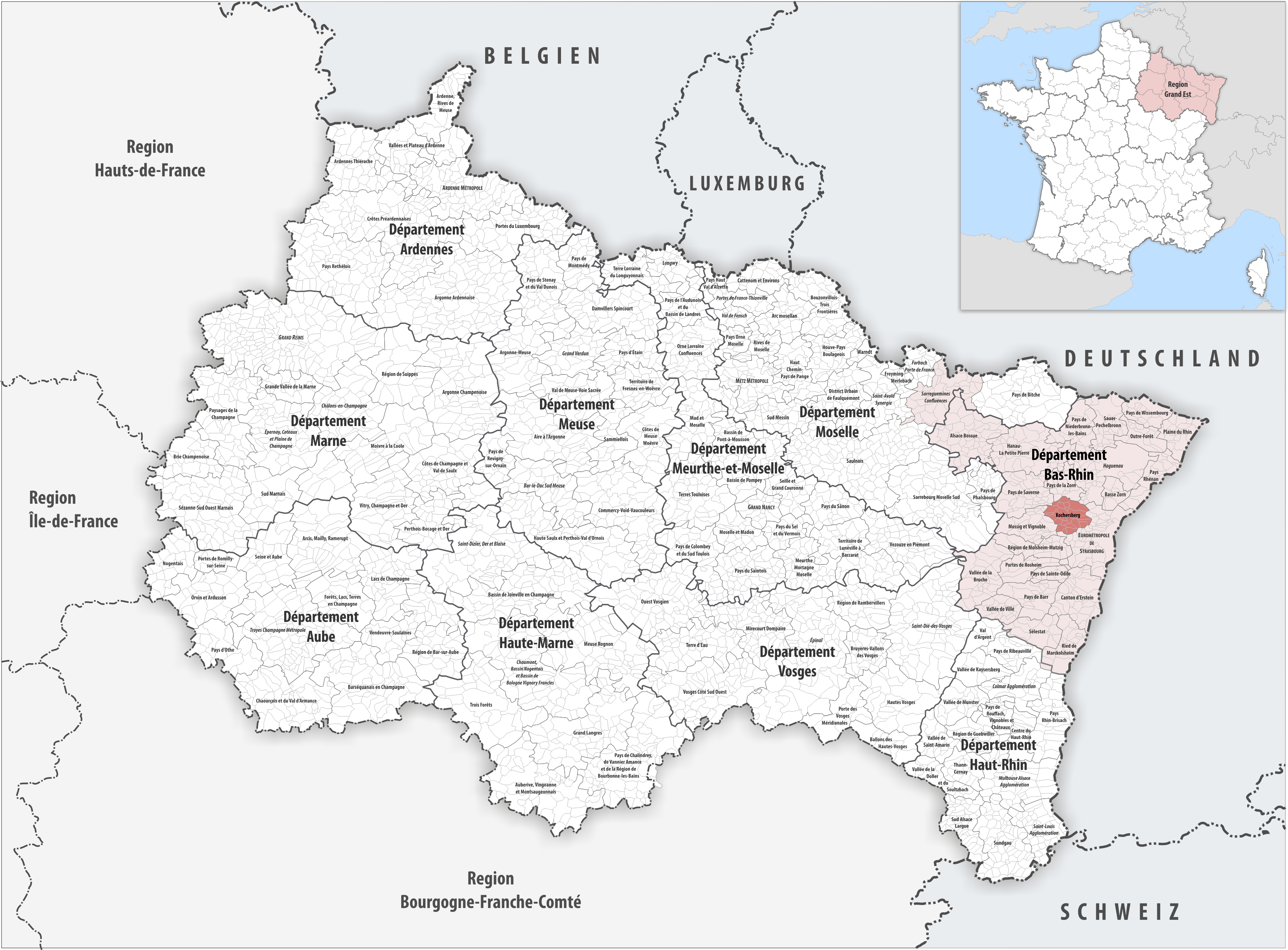
Communauté de communes du Kochersberg au sein du Grand Est.

## Historique
La communauté de communes du Kochersberg a été créée le 1er janvier 2002.
Elle a intégré l'ancienne  communauté de communes Ackerland le 21 novembre 2012 avec une date d'effet au 1er janvier 2013.

## Communes membres
La communauté de communes est composée des 23 communes suivantes :

| Nom                     | Code Insee | Gentilé                      | Superficie (km2) | Population (dernière pop. légale) | Densité (hab./km2) |
| ----------------------- | ---------- | ---------------------------- | ---------------- | --------------------------------- | ------------------ |
| Truchtersheim (siège)   | 67495      |                              | 14,76            | 4 328 (2022)                      | 293                |
| Berstett                | 67034      | Berstettois                  | 17,88            | 2 474 (2022)                      | 138                |
| Dingsheim               | 67097      | Dingsheimois                 | 4,95             | 1 229 (2022)                      | 248                |
| Dossenheim-Kochersberg  | 67102      | Dossenbergeois               | 1,79             | 324 (2022)                        | 181                |
| Durningen               | 67109      | Durrendois                   | 4,02             | 686 (2022)                        | 171                |
| Fessenheim-le-Bas       | 67138      | Bas-Fessenheimois            | 4,95             | 577 (2022)                        | 117                |
| Furdenheim              | 67150      | Furdenheimois                | 5,81             | 1 563 (2022)                      | 269                |
| Gougenheim              | 67163      | Gougenheimois                | 6,58             | 540 (2022)                        | 82                 |
| Griesheim-sur-Souffel   | 67173      |                              | 4,19             | 1 223 (2022)                      | 292                |
| Handschuheim            | 67181      | Handschuheimois              | 2,4              | 278 (2022)                        | 116                |
| Hurtigheim              | 67214      | Hurtigheimois                | 4,63             | 1 002 (2022)                      | 216                |
| Ittenheim               | 67226      | Ittenheimois                 | 6,71             | 2 081 (2022)                      | 310                |
| Kienheim                | 67236      | Kienheimois                  | 3,18             | 540 (2022)                        | 170                |
| Kuttolsheim             | 67253      | Kuttolsheimois               | 4,59             | 651 (2022)                        | 142                |
| Neugartheim-Ittlenheim  | 67228      | Neugartheimois-Ittlenheimois | 4,06             | 785 (2022)                        | 193                |
| Pfulgriesheim           | 67375      | Pfulgriesheimois             | 4,81             | 1 289 (2022)                      | 268                |
| Quatzenheim             | 67382      | Quatzenheimois               | 3,07             | 755 (2022)                        | 246                |
| Rohr                    | 67406      | Rohrois                      | 3,34             | 366 (2022)                        | 110                |
| Schnersheim             | 67452      | Schnersheimois               | 10,82            | 1 829 (2022)                      | 169                |
| Stutzheim-Offenheim     | 67485      | Stutzoffenheimois            | 7,14             | 1 628 (2022)                      | 228                |
| Willgottheim            | 67532      | Willgottheimois              | 9                | 1 065 (2022)                      | 118                |
| Wintzenheim-Kochersberg | 67542      | Wintzenbergeois              | 1,95             | 527 (2022)                        | 270                |
| Wiwersheim              | 67548      | Wiwersheimois                | 3,29             | 897 (2022)                        | 273                |

### Pôle d'équilibre territorial et rural
La communauté de communes, conjointement avec celle du Pays de la Zorn, forme le pôle d'équilibre territorial et rural (PETR) AKochZorn.

## Siège
La communauté de communes du Kochersberg a son siège à Truchtersheim, au sein de la Maison France Services "Le Trèfle" regroupant :
- les services administratifs de la communauté de communes
- les services administratifs de la commune nouvelle de Truchtersheim
- des services sociaux du Conseil Départemental du Bas-Rhin
- une permanence de la Chambre d’Agriculture
- une trentaine de services et permanences complémentaires

## Élus

### Présidents et vice-présidents
| Période                                  | Période  | Identité | Étiquette | Qualité                  |
| ---------------------------------------- | -------- | --- | --------- | ------------------------ |
| 06/2020                                  | En cours | Justin Vogel |           | Président                |
|                                          |          | Jean-Claude Lasthaus André Jacob Alain Grosskost Claudine Huckert Pierre Luttmann Jean-Luc Toussaint Laurent Kriger Raymond Zilliox                                                                               |           | Vice-président // /// // |
| 01/2013                                  | 04/2014  | Justin Vogel |           | Président                |
|                                          |          | Sylvain Wasermann Etienne Burger Jean-Claude Lasthaus Gilbert Viola René Hepp Jean-René Munch Claude Unterstock Dominique Hoeffel Gabrielle Fiacre Jean-Luc Toussaint Jean-Jacques Ruch André Jacob Lucien Kaiser |           | Vice-président //        |
| 04/2008                                  | 01/2013  | Justin Vogel |           | Président                |
|                                          |          | Etienne Burger Jean-Claude Lasthaus René Hepp Claude Unterstock Gabrielle Fiacre Jean-Luc Toussaint André Jacob                                                                                                   |           | Vice-président //        |
| 01/2002                                  | 04/2008  | Justin Vogel |           | Président                |
|                                          |          | Etienne Burger Jean-Claude Lasthaus Jean-Daniel Zeter Joseph Daul |           | Vice-président //        |
| Les données manquantes sont à compléter. |          | |           |                          |

### Conseil communautaire
Le conseil communautaire de la communauté de communes se compose de 37 conseillers pour la mandature 2020-2026, répartis comme suit :
| Nombre de conseillers | Communes                                                               |
| --------------------- | ---------------------------------------------------------------------- |
| 6                     | Truchtersheim                                                          |
| 3                     | Berstett, Ittenheim                                                    |
| 2                     | Dingsheim, Furdenheim, Pfulgriesheim, Schnersheim, Stutzheim-Offenheim |
| 1                     | Les 15 communes restantes                                              |

## Champ d'action
La communauté de communes du Kochersberg intervient à l'échelle intercommunale selon des compétences définies par la loi et par les communes membres :
- périscolaire et petite enfance ;
- actions de développement économique ;
- politique en faveur de l’amélioration du cadre de vie et du développement du tourisme ;
- protection et mise en valeur du patrimoine ;
- construction, entretien et fonctionnement d’équipements culturels à vocation intercommunale : 
  - médiathèque intercommunale du Kochersberg (MIK),
  - réseau de lecture publique (réseau Ko'libris)[3],
  - école de musique du Kochersberg (EMK)  ;
- construction, entretien et fonctionnement d’équipements sportifs à vocation intercommunale ;
- collecte des déchets ménagers, création et gestion de déchèteries, points d’apport volontaire ;
- aménagement de l’espace communautaire ;
- mise en place d’actions de communication et de tout ce qui peut générer une identité Kochersberg[4].

## Transports
La communauté de communes est devenue autorité organisatrice de la mobilité (AOM).
Dans le territoire rural mal desservi en transports en commun qu'est le Kochersberg, la voiture reste indispensable. Des étudiants en géographie préconisent le recours à l'intermodalité et livrent des solutions : « ajuster le nombre de passages des cars, améliorer les dessertes hors heures de pointe mais aussi développer les futurs axes du Transport en site propre ouest (notamment le tracé Y vers Truchtersheim), les aires de covoiturage et de nouvelles pistes cyclables pour se rabattre vers ces aires ou les transports en commun ». La métropole de Strasbourg envisage la création d'une ligne de covoiturage entre Strasbourg (Hautepierre) et Willgottheim.
Le Réseau express métropolitain européen devrait comporter un volet routier pour les secteurs qui, à l'instar du Kochersberg, ne sont pas dotés de réseau ferroviaire.

### Impact énergétique et climatique

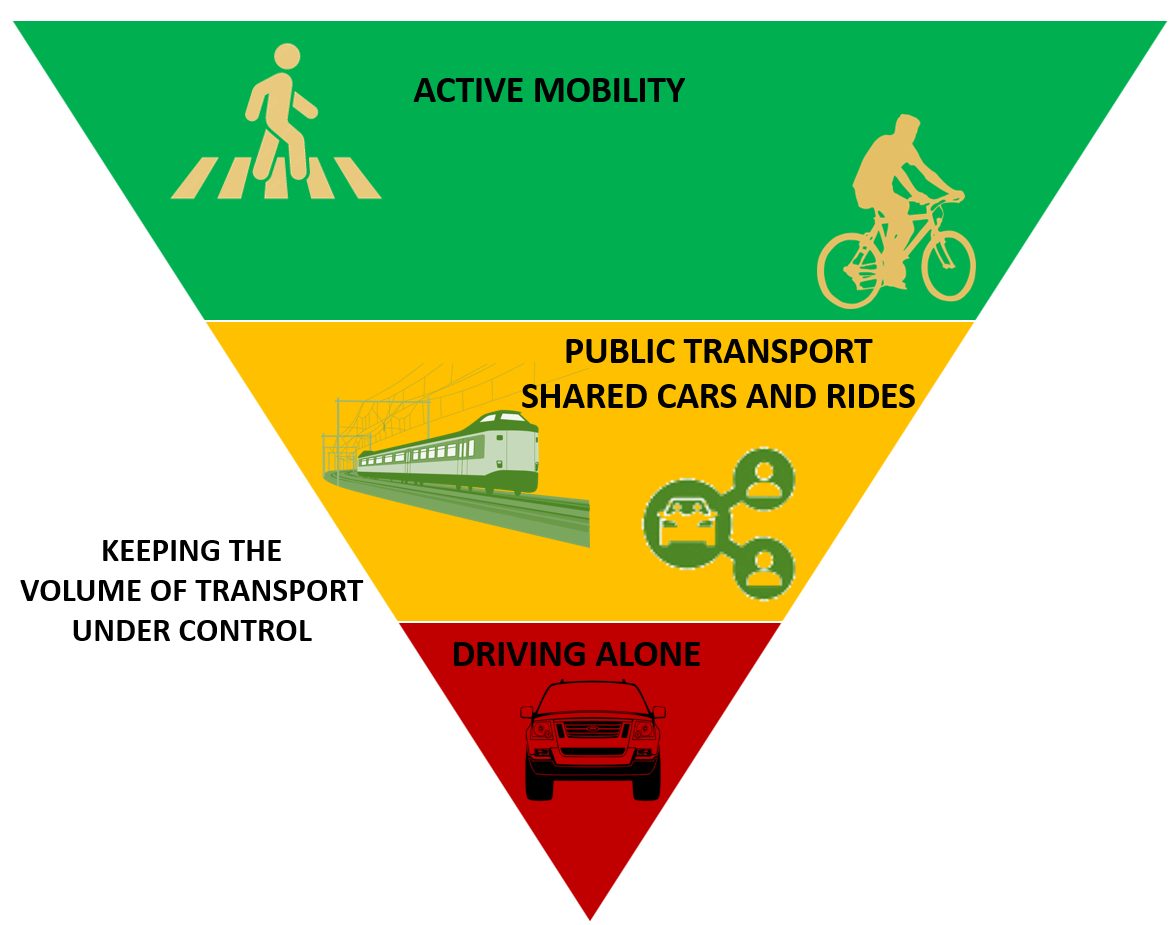
Pyramide de la mobilité, proposée par le projet européen Share North.

| -                              | Transports routiers | Autres transports |
| ------------------------------ | ------------------- | ----------------- |
| Carburant (GWh)                | 141                 | 0                 |
| Électricité (GWh)              | 0                   | 0                 |
| Gaz à effet de serre (ktéqCO2) | 36                  | 0                 |

## Énergie et climat
Dans le cadre du schéma régional d'aménagement, de développement durable et d'égalité des territoires (SRADDET) du Grand Est, ATMO Grand Est tient à jour les statistiques énergétiques  des établissements publics de coopération intercommunale de la collectivité européenne d'Alsace sous forme de diagramme de flux.
L'énergie finale annuelle, consommée en 2021, est exprimée en gigawatts-heures,.
| -                          | GWh |
| -------------------------- | --- |
| Électricité                | 122 |
| Carburants ou combustibles | 369 |
| Chaleur primaire           | 27  |

L'énergie produite en 2021 est également exprimée en gigawatts-heures.
| -                          | GWh |
| -------------------------- | --- |
| Électricité                | 7   |
| Carburants ou combustibles | 22  |
| Chaleur primaire           | 27  |

Les gaz à effet de serre sont exprimés en kilotonnes équivalent CO2.
| -                     | ktéqCO2 |
| --------------------- | ------- |
| Liées à l'énergie     | 82      |
| Non liées à l'énergie | 40      |